# Soroll blau

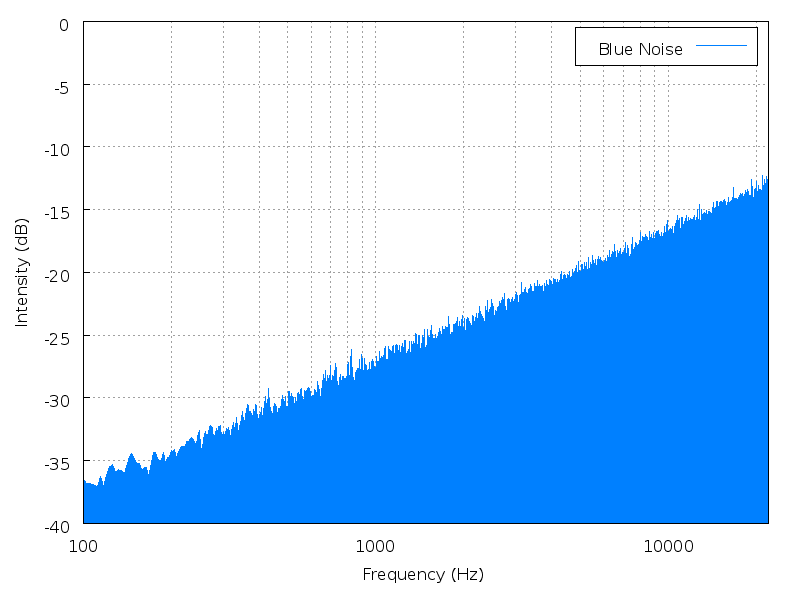
PSD del soroll blau.

El soroll blau és un senyal o procés amb un espectre de freqüències tal que la seva densitat espectral de potència és proporcional a la seva freqüència. El seu contingut d'energia per freqüència augmenta en 3 dB per octava.. En computació gràfica, el terme "soroll blau" es fa servir de vegades per descriure un soroll amb molt poca potència en baixa freqüència i amb PSD creixent i suau. En aquests casos, aquest tipus de soroll es fa servir en tècniques de Dithering.

## Definició formal
Sigui un senyal x(t) definit en el temps, llavors x(t) serà soroll blanc si la densitat espectral de potència és directament proporcional a la feqüència (vegeu Fig.1):
{\displaystyle S_{xx}(f)=\left|X(f)\right|^{2}}= {\displaystyle f}
on
{\displaystyle X(f)} és la transformada de Fourier de x(t) {\displaystyle X(f)=\int _{-\infty }^{\infty }x(t)\ e^{-2\pi ift}\,dt}